# 아이할
아이할(러시아어: Айхал)은 사하 공화국 미르닌스키 군에 위치한 마을이다. 1962년에 세워졌고 인구는 1,300명(1991년)이다.